# Battaglia di Adrianopoli (1205)
La battaglia di Adrianopoli avvenne il 14 aprile 1205 tra i bulgari comandati dallo Zar Kalojan, e i crociati che si muovevano sotto il comando dell'imperatore Baldovino I. Fu vinta dai bulgari con un'abile imboscata, dove furono uccisi circa 300 cavalieri latini (la crema dell'occidente, dissero i cronisti di allora); lo stesso imperatore fu catturato, e dopo la sua morte in prigionia, gli succedette il fratello minore, Enrico di Fiandra, il 20 agosto 1205.

## Contesto storico
Dopo la conquista di Costantinopoli avvenuta nel 1204 e la nascita dell'Impero Latino da essa scaturita, i Franchi continuarono la fase di conquista dei rimanenti territori greci. Allora la Tracia era sotto il controllo dell'impero Latino, ma nel febbraio del 1205 i feudatari greci si ribellarono ed offrirono allo zar bulgaro la corona imperiale in cambio del suo aiuto per la riconquista di Costantinopoli e la cacciata dei latini. La guarnigione latina fu così espulsa da Adrianopoli, e Baldovino marciò allora sulla città nell'intento di assediarla.

## La battaglia
Invece di assalire la città, i Latini scelsero saggiamente un assedio prolungato per stancare i difensori, circondando Adrianopoli con macchine d'assedio e scavando sotto le mura; furono inoltre campi di guardia ben strutturati per controllare di continuo se vi fossero rinforzi. Ogni unità, tra cui un contingente veneziano comandato dall'anziano doge Enrico Dandolo, fu posta di fronte a ogni porta.
Lo zar Kaloyan arrivò col suo esercito e si accampò a 25 chilometri a nordest della città il 10 aprile; secondo Goffredo di Villehardouin, storico e cavaliere francese che accompagnava i Crociati nei Balcani, l'esercito comprendeva ben 54000 uomini.
Iniziata una settimana dopo la celebrazione della Pasqua ortodossa, la battaglia che seguì durò per ben due giorni. Il 13 aprile, Kalojan mandò i suoi esploratori cumani ad attaccare di sorpresa i cavalieri dell'imperatore; respinti, li attirarono poi in un'imboscata e poi li attaccarono con le loro frecce e li decimarono. I cavalieri decisero allora di restare fermi e aspettare l'attacco dei bulgari, e Baldovino decise di attendere l'arrivo di tutti gli altri cavalieri e soldati e prepararsi alla battaglia. La notte stessa, egli decise che se mai i bulgari avessero attaccato, essi, invece di seguirli, avrebbero formato una formazione di battaglia di fronte al campo.
Durante la preparazione dell'imboscata, i bulgari avevano scavato le cosiddette "fosse del lupo" per ostacolare il movimento e la formazione della cavalleria pesante; nell'imboscata avrebbero attaccato prima i fanti, e poi eventualmente i cavalieri pesanti.
Il giorno dopo, durante la celebrazione della Pasqua cattolica, i cavalleggeri cumani attaccarono gli accampamenti dei cavalieri latini con frecce, urla assordanti e clangori d'acciaio. I cavalieri seguirono allora il piano dell'imperatore e si misero in formazione, ma il Conte Luigi di Blois, non volendo aspettare il resto dell'esercito, caricò poi contro i cavalleggeri cumani assai più veloci, seguito dagli altri suoi cavalieri. Più e più volte i cumani si fermarono in attesa dei cavalieri furibondi, salvo poi deriderli e riprendere a correre; ciò rese più efficace la loro imboscata, che avvenne alla fine in un burrone tra le colline, e là i cavalieri latini caddero nelle "fosse del lupo", che distrussero la formazione e li resero vulnerabili all'attacco della fanteria bulgara, che li circondò completamente, disarcionò i cavalieri usando corde e arpioni e finendoli con spade, lance, martelli e asce. Baldovino arrivò con il resto dei 200 cavalieri e tentò invano di salvare il Conte Luigi; Kalojan ne approfittò per circondare Baldovino con la sua cavalleria pesante, isolando i cavalieri in due piccoli gruppi, finché essi non vennero completamente annientati.
La battaglia andò avanti fino a sera, e alla fine la parte migliore dell'esercito latino fu distrutta, i cavalieri furono sconfitti e lo stesso imperatore Baldovino I fu preso prigioniero e portato a Veliko Tărnovo, la capitale bulgara, dove avrebbe vissuto il resto dei suoi giorni in cima a una torre della fortezza dei Tsarevets (la torre sarebbe stata nominata la Torre di Baldovino).

## Conseguenze
Il doge Enrico Dandolo riportò le truppe rimaste a Costantinopoli e si preparò ad un eventuale assedio, in attesa del ritorno di Enrico di Fiandra, impegnato in Asia contro l'impero di Nicea. Enrico stesso, saputo dell'assenza dell'imperatore suo fratello, la cui sorte era ignota ai suoi sudditi, assunse la reggenza dell'impero latino. Alla morte di Baldovino, si racconta il suo teschio fu usato da Kalojan come calice per bere, come era successo con Niceforo I quasi quattrocento anni prima (ma in questo caso non esistono prove al riguardo).
L'esito della battaglia di Adrianopoli fu sconvolgente per il mondo intero e devastante per il mondo cattolico, poiché tutti conoscevano la gloria dei cavalieri invincibili che avevano preso Costantinopoli, una delle più grandi città del mondo all'epoca. La sconfitta bloccò inoltre i piani latini di conquistare tutte le terre appartenenti ai bizantini e diede tempo all'Impero di Nicea e al Despotato d'Epiro di riorganizzarsi.
Due anni dopo la battaglia, Kaloyan diede alle fiamme altre città appartenenti ai latini e ai ribelli bizantini, che avrebbero cospirato contro di lui. Lo storico bizantino Giorgio Acropolite racconta che quell'atto sanguinoso fu una vendetta nei confronti di quanto Basilio II Bulgaroctono aveva fatto con i Bulgari tempo prima; come Basilio II si autonominò il Massacratore di Bulgari, così Kalojan si autonominò il Massacratore di Romani.